# Norbert Dorsey
Norbert Mary Leonard James Dorsey CP (geborener Leonard James Dorsey; * 14. Dezember 1929 in Springfield, Massachusetts, USA; † 21. Februar 2013 in Orlando, Florida) war ein US-amerikanischer Ordensgeistlicher und römisch-katholischer Bischof von Orlando.

## Leben
Norbert Dorsey studierte von 1946 bis 1948 am Holy Cross Seminary in Dunkirk, New York, und trat am 15. August 1949 der Ordensgemeinschaft der Passionisten bei. Er studierte Philosophie und Theologie in Jamaica, New York und Union City, New Jersey, legte am 15. August 1949 die Profess ab und empfing am 28. April 1956 durch Cuthbert O’Gara CP in der St. Michael’s Monastery in Union City die Priesterweihe. Anschließend absolvierte er ein Aufbaustudium in Sacred Eloquence in München, London und Rom. Am Pontificio Instituto de Música Sagrada graduierte er als Dirigent. An der Päpstlichen Universität Gregoriana wurde er zum Dr. theol. promoviert.
Er war Professor für Theologie in West Hartford, CT, und von 1965 bis 1970 Rektor der Abtei in West Springfield, MA. Für zwei Amtszeiten war er Provinzial des Ordens. 1982 wurde er Generalassistent des Ordens in Rom und zuständig für Visitationen in 52 Ländern der Erde.
Papst Johannes Paul II. ernannte ihn am 10. Januar 1986 zum Titularbischof von Mactaris und zum Weihbischof in Miami. Die Bischofsweihe spendete ihm der Erzbischof von Miami, Edward Anthony McCarthy, am 19. März desselben Jahres; Mitkonsekratoren waren Joseph Francis Maguire, Bischof von Springfield, und Reginald Edward Vincent Arliss CP, emeritierter Prälat von Marbel. Sein bischöflicher Wahlspruch war Love is Ingenious. Er übernahm zudem das Amt des Generalvikars und die Personalleitung des Erzbistums. Er war Mitglied des Aufsichtsrates der St. Thomas University und Barry University in Miami sowie des St. Leo College bei Tampa.
Am 20. März 1990 wurde er zum Bischof von Orlando ernannt und am 25. Mai desselben Jahres in das Amt eingeführt. Am 13. November 2004 nahm Papst Johannes Paul II. sein aus Altersgründen vorgebrachtes Rücktrittsgesuch an.